# Paddock (automobilismo)

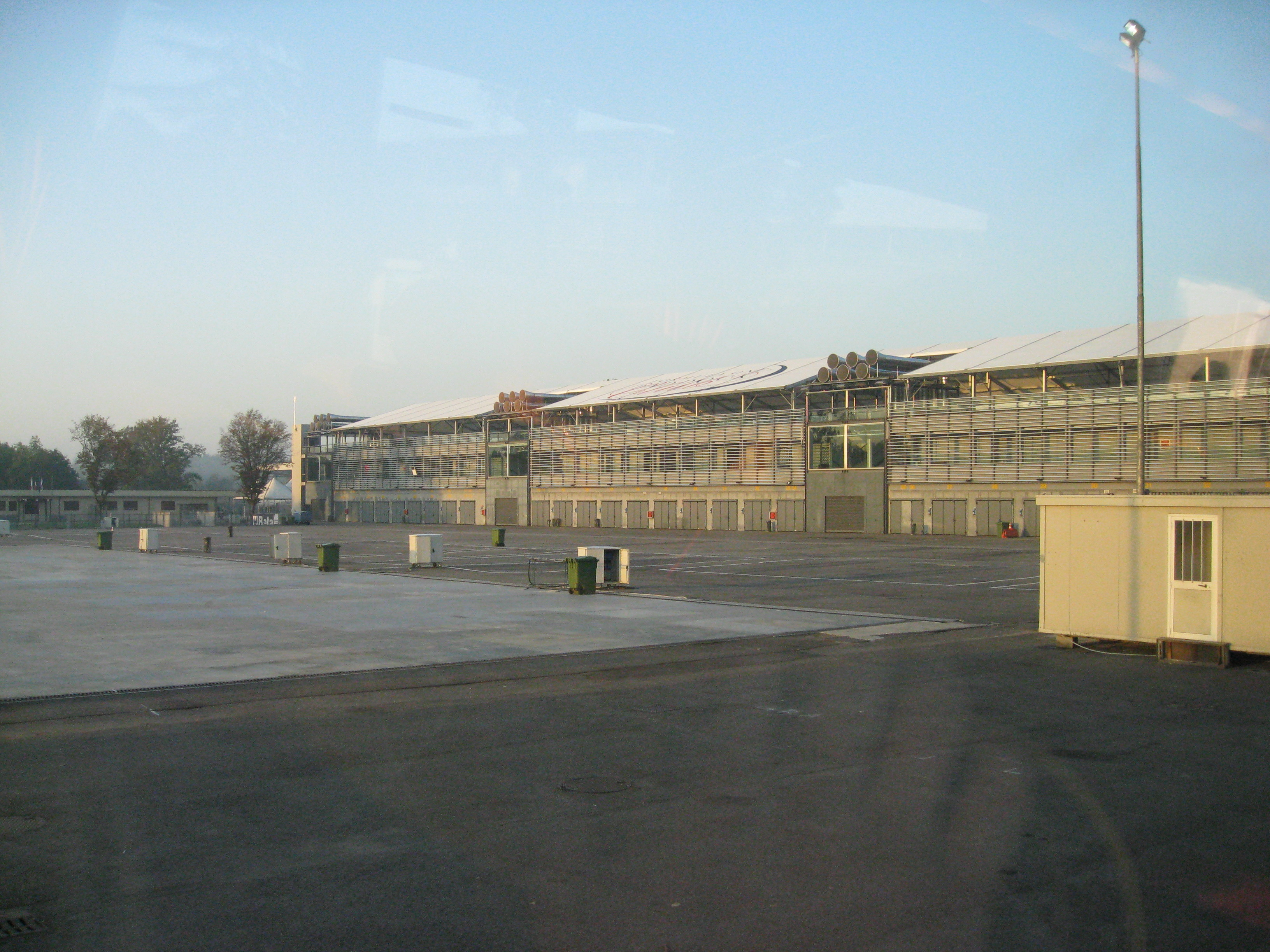
Il paddock dell'Autodromo nazionale di Monza

Nel gergo degli sport automobilistici, il paddock è quell'area dell'autodromo in cui stazionano gli elementi ausiliari delle varie scuderie, ad esempio i motorhome per l'alloggio del personale, e in cui si svolgono le attività connesse alla manutenzione delle vetture prima della gara.

## Caratteristiche
Si presenta come un vasto spiazzo la cui posizione consueta, nella geografia di un autodromo, è quella retrostante ai box. In virtù delle attività citate in precedenza che vi si svolgono, si caratterizza come un luogo particolarmente affollato, frequentato non solo dai meccanici ma anche, data la sua natura di luogo di passaggio, da personaggi famosi invitati ad assistere all'evento o dagli stessi piloti, sia quando non gareggiano sia quando sono costretti al ritiro. Dato l'interesse derivante dalla presenza di questi personaggi, è normale trovarvi anche i giornalisti che, sovente, effettuano i propri collegamenti e le interviste da questa precisa zona.